# 沃尔夫奖
沃尔夫奖（Wolf Prize）是一项国际知名科学奖项，由沃尔夫基金会颁发，该基金会於1976年在以色列创立，1978年首次颁奖。创始人里卡多·沃爾夫是著名外交家、实业家和慈善家。沃尔夫奖主要奖励“为人类利益和人民友好关系做出的成就”的科学界、艺术界杰出人士，每年颁发一次，涵盖农业、化学、数学、医药和物理以及艺术等领域，其中以沃尔夫数学奖影响力最大。沃尔夫奖具有终身成就奖性质，与诺贝尔奖、克拉福德奖等并驾齐驱，被认为是世界科学领域的最高奖之一。

## 化学
沃爾夫化學獎是沃爾夫獎下設的六個獎項之一，由沃爾夫基金會頒發，每年評選一次。該獎項的目的是為了表彰除諾貝爾化學獎獲得者以外，對於化學領域有重大貢獻的科學家。它是化學領域最具影響力的獎項之一。

## 数学
沃爾夫數學獎是沃爾夫獎獎中最具声望的奖項，與菲爾茲獎等并列為數學界的最高榮譽，通常每年頒發一次。

## 医学
沃爾夫醫學獎，即以色列沃爾夫基金會頒授沃爾夫獎之一，獎勵那些在醫學，特別是基礎醫學方面有重大發現的科學家。許多沃爾夫醫學獎得主也曾經獲得諾貝爾生理学或醫學獎。

## 物理
沃爾夫物理學獎是以色列沃爾夫基金會每年一次（雖然有些年度並無獲獎者）授予傑出物理人士的一個獎項，是沃爾夫獎六個獎項之一。沃爾夫物理學獎經常被認為是諾貝爾物理學獎以外，物理學界最重要的獎項之一。許多沃爾夫物理學獎得主也獲得諾貝爾物理學獎。1978年，得主吳健雄是唯一获奖的華裔和女性。

## 艺术
- 1981年，马克·夏戈尔，（绘画）
- 1982年，弗拉基米尔·霍洛维兹，（音乐）
- 2010年，彼得·艾森曼（建築）

## 外部連結
- 沃尔夫奖及其获得者 （页面存档备份，存于）
- 沃尔夫基金会 （页面存档备份，存于）